# Mats Rits
Mats Rits (Anversa, 18 luglio 1993) è un calciatore belga, centrocampista dell'Anderlecht.

## Palmarès

### Club

#### Competizioni nazionali
- Supercoppa del Belgio: 3

Club Bruges: 2018, 2021, 2022
- Campionato belga: 4

Club Bruges: 2019-2020, 2020-2021, 2021-2022, 2023-2024